# Lepthyphantes okuensis
Lepthyphantes okuensis là một loài nhện trong họ Linyphiidae.
Loài này thuộc chi Lepthyphantes. Lepthyphantes okuensis được Robert Bosmans miêu tả năm 1986.